# Comitatul Brown, Indiana
Comitatul Brown, conform originalului din limba engleză, Brown County, este unul din cele 93 de comitate ale statului american Indiana. Conform recensământului Statelor Unite Census 2000, efectuat de United States Census Bureau, populația totală era de 15.242 de locuitori. Sediul comitatului este orașul Nashville.GR6

## Istoric
Statele Unite au dobândit pământul de la Americanii Nativi, din care partea ce formează secțiunea de sud-vest este acum Brown County, după tratatul Fort Wayne din 1809. După tratatul St. Mary din 1818, o parte considerabilă a teritoriului a devenit acum proprietate guvernamentală, incluzând pământurile Brown County. Nici unui colonist nu îi era permisă prezența în zonă până când studiul guvernului din 1820 nu era finalizat. Primul om de culoare albă despre care se știe că a ajuns pe acele pământuri este un german Johann Schoonover, care a locuit pentru un scurt timp pe râu, ajutându-l mai târziu în comerțul cu Americanii Nativi in 1820. În același an, William Elkins, primul pionier , a construit o cabană din lemn și a curățat pământul ce a devenit Johnson Township.

## Geografie
Conform recensământului din anul 2010, comitatul are o suprafață totală de 819,718 km2 (sau de 316.63 sqmi), dintre 807,679 km2 (sau 311.98 mile pătrate), adică 98.53 %, este uscat, iar restul de 12,039 km2 (sau 4.65 sqmi, ori 1.47 %) este apă.
Comitatul Brown este alături de comitatul Benton cele mai slab populate din statul Indiana. Pe de altă parte, Brown County prezintă cea mai mare concentrație de pământ forestier din Indiana, cu aproape 90 % din suprafață acoperită de păduri și având doar mici localități și câteva ferme mici în rest.

### Comitate înconjurătoare

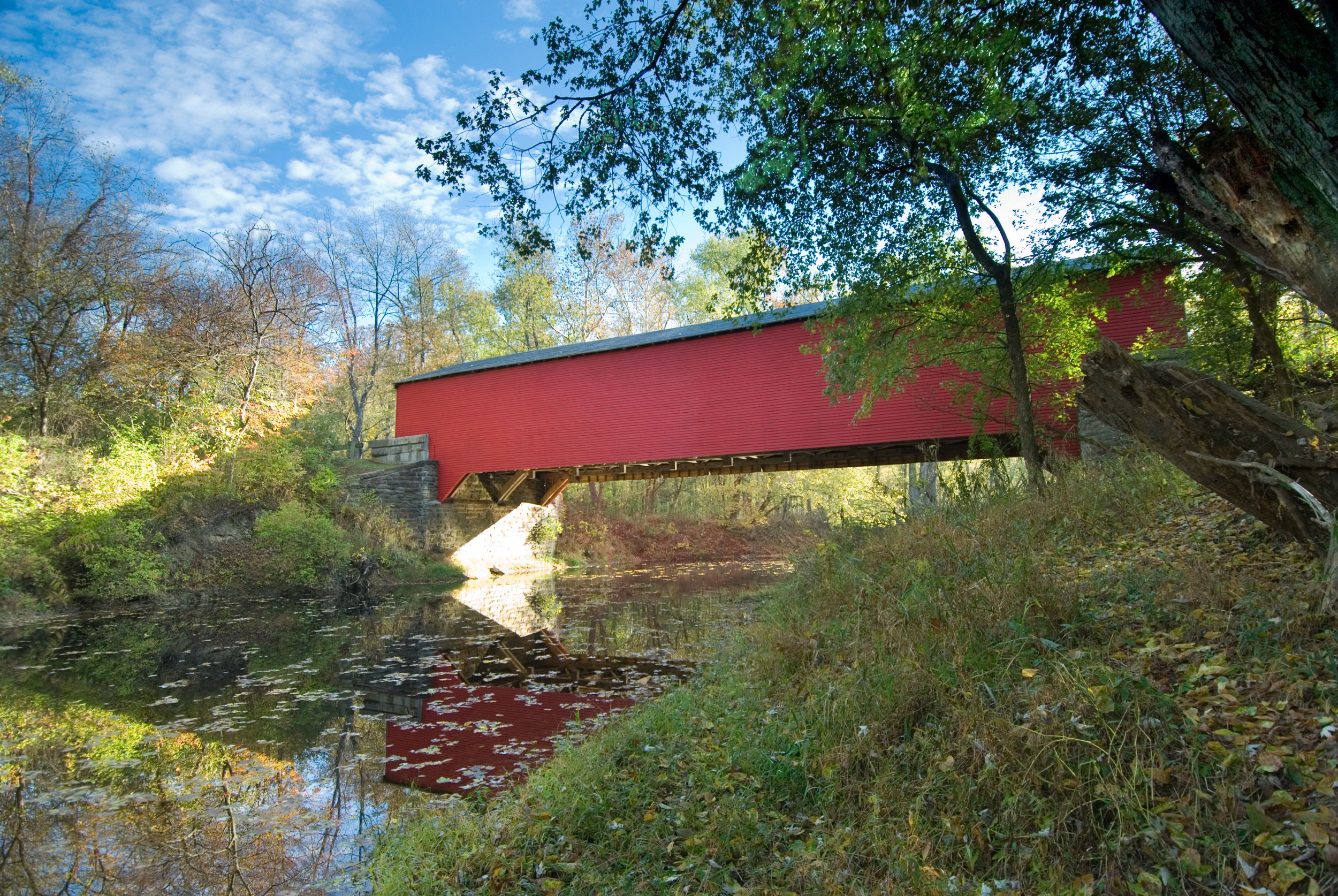
Unul din podurile acoperite din Indiana.

- Comitatul Johnson—nord-est
- Comitatul Bartholomew—est
- Comitatul Jackson—sud
- Comitatul Monroe—vest
- Comitatul Morgan—nord-vest

### Drumuri importante
- Indiana State Road 45
- Indiana State Road 46
- Indiana State Road 135

### Zone protejate național
- Hoosier National Forest (parțial)

## Localități

### Orașe și târguri -- Cities and towns
- Nashville

### Comunități neîncorporate -- Unincorporated communities
| - Bean Blossom - Belmont - Camp Roberts - Christiansburg - Clarksdale - Cornelius - Elkinsville - Fruitdale | - Gatesville - Gnaw Bone - Helmsburg - Lanam - Mount Liberty - Needmore - Pikes Peak - Point Idalawn | - Spearsville - Stone Head - Story - Taggart - Trevlac - Waycross |

### Localități dispărute -- Extinct towns
- Beck
- Beveridge
- Buffalo
- Cleona
- Cooper
- Elkinsville
- Gent
- Kelp
- Lock
- Marble
- Marshall
- Ramelton
- Sherman
- Youno

### Districte -- Townships
- Hamblen
- Jackson
- Van Buren
- Washington

## Demografie
|  | Graficele sunt indisponibile din cauza unor probleme tehnice. Mai multe informații se găsesc la Phabricator și la wiki-ul MediaWiki. |

Date: Wikidata - grafică realizată de Wikipedia